# 연단술
연단술(練丹術)은 고대 중국의 도사가 부리던 기술의 하나이다. 진사 등의 광석에서 추출한 수은(한국 한자: 丹)을 먹어서 불로불사의 선인(신선)이 되거나, 비금속을 금으로 바꾸는 영약(선단한국 한자: 仙丹)을 만드는 기술이다. 비금속을 귀금속으로 바꾸는 힘을 가진 불로불사의 엘릭서 현자의 돌(제5원소) 제조를 목적으로 하는 연금술과는 공통부분이 많다. 그러나 연금(금 제조)를 목적으로 하는 서양의 연금술과 대조적으로, 연단술은 불로불사를 주목적으로 한다는 점에서 연금술과 구분된다.

## 역사

### 연단술의 발생
춘추시대 중국, 또는 그 이전 청동기 문명에서 출발한 금속제련술은 지배계급과 피지배계급을 발생시켰다. 그러한 과정에서 지배자들은 우수한 청동병기와 그 이후 야철기술이 발전함에 따라 철기 등등의 금속기술을 손에 넣게 되었는데, 이에 따라 지배계급 사이에서도 그 계층이 더욱 분화되어 결국 은나라 주나라 시대에 이르면 한 사람의 황제가 중원을 통치하는 체제에 이르게 된다. 절대 권력자들은 그들의 권력이 영원히 지속되기를 빌었고, 이에 영합하기 위해 도교의 영향아래에 있는 도사들이 야철기술을 혼합함으로써 연단술이 탄생하게 된다. 미곡과 육식에서 영생을 얻을 수 없었던 권력자들과 신선들은 먹을 수 없는 금속과 비금속에 눈을 돌렸고, 민간신앙 등이 뒤섞이면서 납과 수은 등등의 금속과 불을 더해 불로불사의 영약인 단(丹)을 얻어내는 연단술의 기본적인 철학이 성립하게 된다.

### 천자의 선례
적어도 6명의 당(唐) 황제가 수은으로 만든 단약을 복용하여 수은 중독으로 사망했다. 진사는 묘하고도 매혹적인 적갈색(진홍색)을 띄기 때문에, 그 색이 피를 닮았다고도 생각되어 왔다. 불로불사의 꿈을 꾸던 진(秦)의 시황제(始皇帝)도 불로장생의 꿈을 위해 액체 수은을 마시다가 그 명을 재촉했다고 전해진다. 이러한 역사적 결과에 따라 수은을 직접적으로 사용해서 화학적인 선단(영약의 형태)를 만드는 일은 중단된다. 그 대신 사람의 몸 속에 있는 기혈(氣穴)을 재료로 호흡을 조정하여 단전에 기를 모와 내단을 다지는 식의 발상이 생겨나게 된다. 전자와 같이 액체 수은으로 직접 만드는 것은 외단(外丹)이라고 불리고, 후자와 같이 몸 속에 단을 다져내는 것을 내단(內丹)이라고 한다. 내단설(단전호흡 가설)은 늦어도 중국 수대(隋代)에는 성립해서, 당말부터 송대(宋代)에 수행법으로 발전하게 된다. 특히 선종(禪宗)의 견성(견성성불)발상을 도입해 성명쌍수를 말했던 북송(北宋)의 자양진인(紫陽眞人) 장백단(張伯端)의 내단설은, 남송(南宋) 시대에 북종(北宗)과 남종(南宗)으로 분파되었다. 분파된 이들 학파는 후대에 금단도(金丹道)에 영향을 끼쳤다.

### 한국으로의 연단술 전래
연단술이 한반도로 언제 어디로부터 전래되었다는 기록은 없다. 다만 한반도 고대삼국 중에서 유일하게 중국과 국경을 맞닿은 고구려는 일찍부터 중국의 문화를 수입해왔고, 연개소문 시대에 이르면 유불도 3교 중 도교가 가장 빈약하다고 여겨 도교의 수입을 장려하게 된다. 통일신라시대 풍류도의 석학이었던 최치원 또한 훗날 김시습으로 이어지는 한국 도교의 시조로 알려져있다.
한국으로의 연단술 전래는 그 연원이 분명치 않다. 그러나 조선시대에 이르면 내단의 이름으로 연단술이 부족하게나마 알려지고, 나름 성행하게 된다. 유교국가였던 조선은 도교사상을 기반으로 한 연단술을 그리 장려하지도 않고, 불편하게 여겼지만 정작 조선 리학(理學)의 대가인 퇴계 이황(退溪 李滉)은 만성질환으로부터 건강을 지키기 위해 기공수련을 하고 호흡법을 공부한 기록이 있다.
그 이후로도 조선에서 연단술은 단전의 이름으로 존재했으나, 중국에서의 선례가 이미 널리 알려진 상태에서 성행했기 때문에 외단에 대한 기록은 찾아보기 힘들다.

### 일본으로의 연단술 전래
20세기 전반 중국의 중화민국 시대에 들어서, 훗날 1996년에 중국도교협회회장(中國道敎協會)이 되는 전진교(全眞敎) 용문파(龍門派)의 도사 원돈자(圓頓子) 진영녕(陳攖寧)이 내단선학을 제창했다. 상해선학원에서 진영녕의 가르침을 받은 우양자(虞陽子) 원개규(袁介圭)는 내단선학을 대만에 전해서, 대만은선파(臺灣隱仙派)를 열었다. 20세기 후반 일본에서는 대만인 진호인(秦浩人)이 삼봉파(三峯派)의 내단술을 일본어로 선도방중술(仙道房中術)이라는 이름으로 소개했다. 1970년대 후반에는 진호인의 저서를 읽은 대만의 내단학자 실천가를 만난 가토 소지로(高藤聡一郎)가 연단법에 관한 입문서를 대륙서방에서 발표, 연단술 붐을 일으킨다. 아직 일본군의 첩보,민심 안정 활동을 위해 중국에서 도사가 되어 항산(恒山)에서 수련중이던, 그리고 제2차 세계대전 종결직후 당시의 백운관(白雲觀)의 주인에게서 가르침을 받았다고 전해지는 다나카(田中教夫 오천언방현통자五千言坊玄通子)가 일본 귀국 후 선도련(仙道連)이라는 연합회를 열었다. 여기서부터 현대 일본에서는 내단파의 연단술을 중심으로 한 도교에서 유래한 수행법을, 세속에서는 선도(仙道)라고 부르는 사람이 많다.

## 애니메이션에 등장한 연단술
강철의 연금술사(鋼の錬金術師)에서는, 동방의 기예로써 연금술과 닮았지만 다른 것으로 등장한다. 가브스 루날(루날 사가)ガープス・ルナル（ルナル・サーガ)에서는, 연금술에 반대하는 마법사 도쿠지(独自)의 기술로써 연단술이 존재한다. 크론즈겟クーロンズゲート(PSゲーム)에서 청나라의 스테이지에서 등장한다.

## 같이 보기
- 한석산

## 관련 서적
- 『不老不死　仙人の誕生と神仙術』大形徹　講談社現代新書 1108　講談社　1992年　ISBN 978-4-06-149108-3
- 『錬金術 仙術と科学の間』吉田光邦 中公新書 1979 ISBN 4-12-100009-9